# Michel Cordeboeuf
Michel Cordeboeuf est un écrivain, acteur et chanteur français. Il fait également ses premiers pas au cinéma en jouant dans le court-métrage "La légende des seigneurs assassins" de Thierry Mauvignier et apparaît dans le documentaire "La légende de Thierry Mauvignier" de Dylan Besseau.

## Biographie
Depuis près de vingt ans,[Quand ?] il sillonne les villes et villages de France avec des spectacles où l'enfant est tour à tour spectateur et intervenant (L'étrange Pays de Monsieur Tribal, La cabane à chansons).
Il est l'auteur de plusieurs spectacles de chansons en tant qu'auteur interprète (Rue de la Chanson qui rend hommage aux plus grands poètes de la chanson française ou encore La terre au bout des mains qui retrace à travers des voix et des images originales l'histoire de l'agriculture).
Depuis les années 1980, il a publié une cinquantaine d'ouvrages. Certains constituent de véritables témoignages de l'histoire de France, retraçant la vie quotidienne de différentes classes sociales et des traditions pour la plupart poitevines.
Il écrit désormais des contes et des romans, tout en continuant à créer des spectacles, dont une pièce Le Courage des ombres, qui se déroule à la fin de la première guerre mondiale.

## Participations
- 2021 : La légende des seigneurs assassins, film de Thierry Mauvignier
- 2021 : La légende de Thierry Mauvignier[4], réalisé par Dylan Besseau, documentaire Prime Video[5]